# Ambasada Jordanii w Berlinie
Ambasada Jordanii w Berlinie – misja dyplomatyczna Jordańskiego Królestwa Haszymidzkiego w Republice Federalnej Niemiec.
Ambasador Jordańskiego Królestwa Haszymidzkiego w Berlinie oprócz Republiki Federalnej Niemiec akredytowany jest również w Królestwie Danii, Republice Finlandii, Rzeczypospolitej Polskiej i Królestwie Szwecji.